# 海因里希三世 (不倫瑞克-格魯本哈根)
海因里希三世 (1416年—1464年12月20日), 韋爾夫家族成員，不倫瑞克-呂訥堡公爵及格魯本哈根親王（1427至1464年在位）。

## 生平
1447年，海因里希與黑森-卡塞爾伯爵路德维希一世爆發衝突。路德维希一世一方雖動用兩門火炮圍攻格魯本哈根城堡，仍被迫撤軍，對薩爾茨德爾登的進攻亦告失敗。1464年海因里希三世去世，葬於艾恩貝克的亞歷山大修道院，其子海因里希四世繼位。

## 家族
海因里希於1457年6月27日前迎娶薩根公爵約翰一世之女瑪格麗塔（1415年/25年–1497年），海因里希是她的第三任丈夫。二人育有二子：
- 奧托（1458年生，早夭）
- 海因里希四世（1460年–1526年）娶薩克森-勞恩堡的伊莉莎白（薩克森-勞恩堡公爵約翰五世之女）